# Riga FC
Riga Football Club, poznatiji pod nazivom Riga FC, latvijski je nogometni klub iz Rige osnovan 2014. godine. Klub svoje utakmice igra na Skonto stadionu čiji kapacitet iznosi 8087. Klub se od 2016. godine natječe u latvijskoj Virslīgi.

## Povijest
Klub je službeno registriran u travnju 2014. godine. Klub je nastao spajanjem dvaju rigaških klubova – FC Caramba Riga i Dinamo Rīga. U sezoni 2015. klub se natjecao u Latvijskoj prvoj ligi pod nazivom FC Caramba/Dinamo. Klub je te sezone uspio postati prvak. Time je klub promoviran u Virslīgu te mijenja ime u Riga FC. Pod novim nazivom klub je osvojio Virslīgu 2018. i 2019. te Latvijski nogometni kup 2018.

## Uspjesi
- Virslīga
  -  (3): 2018., 2019., 2020.
- Latvijski nogometni kup
  -  (2): 2018., 2023
- Latvijska prva liga
  -  (1): 2015.

## Vanjske poveznice
- Službena web stranica